# Devils Gate
Pour les articles homonymes, voir Devil (homonymie).
Devils Gate est un col routier de la sierra Nevada, aux États-Unis. Ce col se situe à une altitude de 2 275 mètres dans le comté de Mono, en Californie. Il est protégé au sein de la forêt nationale de Humboldt-Toiyabe.